# FA Cup de 2009-10 (fases classificatórias)
A FA Cup 2009–10 foi a 129ª edição do torneio mais antigo do mundo. Assim como no ano anterior, 762 clubes foram aceitos na competição. Um clube, o Newcastle Bluestar, desistiu antes das partidas serem anunciadas. Como eram esperados para participarem da Primeira Fase Classificatória, o oponente deles nessa fase recebeu um walkover. A grande quantidade de clubes entrando no torneio resultou que a competição teve que começar com duas fases preliminares. Os 32 times que restaram dessas fases classificatórias avançaram para a Primeira Fase.

## Calendário
O calendário para a edição de 2009-10, de acordo com a The Football Association:
| Fase                          | Data principal         | Número de jogos | Clubes    | Novos clubes nessa fase | Prêmio  | Jogador da rodada               |
| ----------------------------- | ---------------------- | --------------- | --------- | ----------------------- | ------- | ------------------------------- |
| Fase Extra Preliminar         | 15 de agosto de 2009   | 203             | 762 → 559 | 406: 357º–762º          | £750    | n/a                             |
| Fase Preliminar               | 29 de agosto de 2009   | 167             | 559 → 392 | 131: 226º–356th         | £1,500  | n/a                             |
| Primeira Fase Classificatória | 12 de setembro de 2009 | 116             | 392 → 276 | 65: 161º–225º           | £3,000  | Bobby Traynor (Kingstonian)     |
| Segunda Fase Classificatória  | 26 de setembro de 2009 | 80              | 276 → 196 | 44: 117º–160º           | £4,500  | Mark Danks (Northwich Victoria) |
| Terceira Fase Classificatória | 10 de outubro de 2009  | 40              | 196 → 156 | nada                    | £7,500  | Adam Webster (Hinckley United)  |
| Quarta Fase Classificatória   | 24 de outubro de 2009  | 32              | 156 → 124 | 24: 93º–116º            | £12,500 | Danny Kedwell (AFC Wimbledon)   |

## Fase Extra Preliminar
O sorteio para a Fase Extra Preliminar foi anunciado pelo site da Football Association no dia 1 de julho. Partidas dessa fase ocorreram no final de semana de cerca de 15 de agosto de 2009, sendo que as partidas desempates ocorreram entre 17 e 19 de agosto.
Fonte: FA Competitions Department, Bulletin No. 3
| Jogo nº                                                            | Time da casa                                | Placar | Time visitante             | Público |
| ------------------------------------------------------------------ | ------------------------------------------- | ------ | -------------------------- | ------- |
| 1                                                                  | Bridlington Town                            | 0–0    | Esh Winning                | 170     |
| desempate                                                          | Esh Winning                                 | 2–2 †  | Bridlington Town           | 80      |
| Bridlington Town avança por 4–2 nos pênaltis                       |                                             |        |                            |         |
| 2                                                                  | Spennymoor Town                             | 5–1    | Ashington                  | 171     |
| 3                                                                  | Seaham Red Star                             | 1–4    | Morpeth Town               | 43      |
| 4                                                                  | Sunderland Ryhope Community Association     | 1–3    | Ryton                      | 75      |
| 5                                                                  | Bedlington Terriers                         | 2–0    | Thackley                   | 102     |
| 6                                                                  | Hebburn Town                                | 7–0    | Eccleshill United          | 44      |
| 7                                                                  | Jarrow Roofing Boldon Community Association | 2–1    | Armthorpe Welfare          | 26      |
| 8                                                                  | Whickham                                    | 2–0    | Chester-le-Street Town     | 98      |
| Chester-le-Street Town avança, Whickham usou um jogador inelegível |                                             |        |                            |         |
| 9                                                                  | Scarborough Athletic                        | 1–2    | Guisborough Town           | 608     |
| 10                                                                 | Selby Town                                  | 0–0    | Leeds Carnegie             | 98      |
| desempate                                                          | Leeds Carnegie                              | 1–3    | Selby Town                 | 70      |
| 11                                                                 | Consett                                     | 5–0    | Billingham Town            | 148     |
| 12                                                                 | Team Northumbria                            | 4–0    | Marske United              | 32      |
| 13                                                                 | Hall Road Rangers                           | 2–6    | Bishop Auckland            | 74      |
| 14                                                                 | Norton & Stockton Ancients                  | 3–0    | Pickering Town             | 100     |
| 15                                                                 | Shildon                                     | 0–0    | Northallerton Town         | 91      |
| desempate                                                          | Northallerton Town                          | 1–2    | Shildon                    | 164     |
| 16                                                                 | South Shields                               | 1–4    | Newcastle Benfield         | 105     |
| 17                                                                 | Pontefract Collieries                       | 1–4    | Penrith                    | 70      |
| 18                                                                 | Stokesley                                   | 3–1    | Crook Town                 | 78      |
| 19                                                                 | West Auckland Town                          | 2–2    | Brandon United             | 30      |
| desempate                                                          | Brandon United                              | 2–1    | West Auckland Town         | 108     |
| 20                                                                 | Whitley Bay                                 | 2–2    | Dunston UTS                | 348     |
| desempate                                                          | Dunston UTS                                 | 0–2    | Whitley Bay                | 251     |
| 21                                                                 | Billingham Synthonia                        | 1–1    | Birtley Town               | 87      |
| desempate                                                          | Birtley Town                                | 1–3    | Billingham Synthonia       | 69      |
| 22                                                                 | Horden Colliery Welfare                     | 0–0    | Tow Law Town               | 58      |
| desempate                                                          | Tow Law Town                                | 1–2    | Horden Colliery Welfare    | 94      |
| 23                                                                 | West Allotment Celtic                       | 3–2    | Liversedge                 | 79      |
| 24                                                                 | Silsden                                     | 3–1    | Colne                      | 56      |
| 25                                                                 | Congleton Town                              | 3–2    | Dinnington Town            | 142     |
| 26                                                                 | Abbey Hey                                   | 1–6    | Hallam                     | 45      |
| 27                                                                 | Chadderton                                  | 2–2    | Atherton Collieries        | 35      |
| desempate                                                          | Atherton Collieries                         | 3–1    | Chadderton                 | 72      |
| 28                                                                 | Maltby Main                                 | 1–3    | Rossington Main            | 42      |
| 29                                                                 | Parkgate                                    | 1–3    | St. Helens Town            | 66      |
| 30                                                                 | Holker Old Boys                             | 0–2    | Padiham                    | 40      |
| 31                                                                 | Bacup Borough                               | 1–1    | Atherton Laburnum Rovers   | 100     |
| desempate                                                          | Atherton Laburnum Rovers                    | 1–0 †  | Bacup Borough              | 53      |
| 32                                                                 | Maine Road                                  | 3–1    | Alsager Town               | 65      |
| 33                                                                 | Squires Gate                                | 2–2    | Staveley Miners Welfare    | 55      |
| desempate                                                          | Staveley Miners Welfare                     | 2–2 †  | Squires Gate               | 70      |
| Staveley Miners Welfare avança por 5–3 nos pênaltis                |                                             |        |                            |         |
| 34                                                                 | Ashton Athletic                             | 1–2    | Bootle                     | 48      |
| 35                                                                 | Runcorn Linnets                             | 4–1    | AFC Emley                  | 198     |
| 36                                                                 | Nostell Miners Welfare                      | 2–1    | Oldham Town                | 72      |
| 37                                                                 | Ramsbottom United                           | 5–1    | Cheadle Town               | 103     |
| 38                                                                 | Flixton                                     | 3–3    | Winsford United            | 50      |
| desempate                                                          | Winsford United                             | 4–6    | Flixton                    | 60      |
| 39                                                                 | Formby                                      | 1–1    | Glossop North End          | 95      |
| desempate                                                          | Glossop North End                           | 3–1    | Formby                     | 220     |
| 40                                                                 | Meir KA                                     | 0–4    | Tipton Town                | 46      |
| 41                                                                 | Bewdley Town                                | 0–2    | Alvechurch                 | 146     |
| 42                                                                 | Cradley Town                                | 3–3    | Biddulph Victoria          | 36      |
| desempate                                                          | Biddulph Victoria                           | 0–1    | Cradley Town               | 37      |
| 43                                                                 | Eccleshall                                  | 1–3    | Tividale                   | 57      |
| 44                                                                 | Westfields                                  | 5–0    | Bolehall Swifts            | 71      |
| 45                                                                 | Stone Dominoes                              | 7–0    | Cadbury Athletic           | 35      |
| 46                                                                 | Causeway United                             | 3–1    | Wellington (Herefords)     | 43      |
| 47                                                                 | Studley                                     | 1–0    | Pershore Town              | 87      |
| 48                                                                 | Dudley Sports                               | 2–1    | Southam United             | 43      |
| 49                                                                 | Coleshill Town                              | 2–0    | Bridgnorth Town            | 56      |
| 50                                                                 | Pegasus Juniors                             | 5–1    | Ellesmere Rangers          | 40      |
| 51                                                                 | Norton United                               | 2–5    | Newcastle Town             | 80      |
| 52                                                                 | Dudley Town                                 | 3–2    | Walsall Wood               | 48      |
| 53                                                                 | Coventry Sphinx                             | 3–1    | Bromyard Town              | 116     |
| 54                                                                 | Heath Hayes                                 | 2–1    | Lye Town                   | 46      |
| 55                                                                 | Brocton                                     | 5–1    | Shifnal Town               | 33      |
| 56                                                                 | Castle Vale                                 | 4–2    | Goodrich                   | 79      |
| 57                                                                 | Stratford Town                              | 5–0    | Pilkington XXX             | 174     |
| 58                                                                 | AFC Wulfrunians                             | 2–1    | Boldmere St. Michaels      | 85      |
| 59                                                                 | Rocester                                    | 2–1    | Wednesfield                | 69      |
| 60                                                                 | Nuneaton Griff                              | 3–1    | Shawbury United            | 60      |
| 61                                                                 | Highgate United                             | 3–3    | Malvern Town               | 71      |
| desempate                                                          | Malvern Town                                | 2–1    | Highgate United            | 52      |
| 62                                                                 | Holwell Sports                              | 2–2    | Ellistown                  | 130     |
| desempate                                                          | Ellistown                                   | 2–1    | Holwell Sports             | 132     |
| 63                                                                 | Hinckley Downes                             | 1–4    | Boston Town                | 133     |
| 64                                                                 | Borrowash Victoria                          | 3–0    | Greenwood Meadows          | 45      |
| 65                                                                 | Barwell                                     | 1–2    | Long Eaton United          | 101     |
| 66                                                                 | Holbrook Miners Welfare                     | 5–0    | Heanor Town                | 118     |
| 67                                                                 | Radford                                     | 0–3    | Rainworth Miners Welfare   | 102     |
| 68                                                                 | Oadby Town                                  | 2–3    | Kirby Muxloe               | 136     |
| 69                                                                 | Bardon Hill Sports                          | 3–2    | Arnold Town                | 117     |
| 70                                                                 | Coalville Town                              | 3–2    | Barrow Town                | 155     |
| 71                                                                 | Bottesford Town                             | 1–5    | New Mills                  | 74      |
| 72                                                                 | Dunkirk                                     | 1–3    | Winterton Rangers          | 65      |
| 73                                                                 | Lincoln Moorlands Railway                   | 2–3    | St. Andrews                | 72      |
| 74                                                                 | Shirebrook Town                             | 2–2    | Holbeach United            | 95      |
| desempate                                                          | Holbeach United                             | 1–2    | Shirebrook Town            | 137     |
| 75                                                                 | Sleaford Town                               | 2–0    | Loughborough University    | 126     |
| 76                                                                 | Gresley                                     | 2–2    | Heather St. Johns          | 202     |
| desempate                                                          | Heather St. Johns                           | 1–0    | Gresley                    | 179     |
| 77                                                                 | Teversal                                    | 1–1    | Bourne Town                | 79      |
| desempate                                                          | Bourne Town                                 | 3–0    | Teversal                   | 81      |
| 78                                                                 | Deeping Rangers                             | 1–1    | Friar Lane & Epworth       | 95      |
| desempate                                                          | Friar Lane & Epworth                        | 3–0    | Deeping Rangers            | 65      |
| 79                                                                 | Gedling Miners Welfare                      | 1–1    | Blackstones                | 46      |
| desempate                                                          | Blackstones                                 | 2–1    | Gedling Miners Welfare     | 79      |
| 80                                                                 | Gedling Town                                | 2–2    | Barton Town Old Boys       | 37      |
| desempate                                                          | Barton Town Old Boys                        | 2–1    | Gedling Town               | 86      |
| 81                                                                 | Long Buckby                                 | 3–2    | Hadleigh United            | 83      |
| 82                                                                 | Cornard United                              | 0–4    | Gorleston                  | 22      |
| 83                                                                 | Yaxley                                      | 1–2    | Rothwell Corinthians       | 83      |
| 84                                                                 | Great Yarmouth Town                         | 1–1    | Raunds Town                | 147     |
| desempate                                                          | Raunds Town                                 | 1–3    | Great Yarmouth Town        | 104     |
| 85                                                                 | Ely City                                    | 0–1    | Wisbech Town               | 122     |
| 86                                                                 | Whitton United                              | 0–5    | Daventry Town              | 62      |
| 87                                                                 | Walsham-le-Willows                          | 1–1    | Kirkley & Pakefield        | 99      |
| desempate                                                          | Kirkley & Pakefield                         | 1–0    | Walsham-le-Willows         | 214     |
| 88                                                                 | St. Ives Town                               | 6–1    | Daventry United            | 152     |
| 89                                                                 | Needham Market                              | 1–0    | Felixstowe & Walton United | 130     |
| 90                                                                 | Wellingborough Town                         | 0–2    | Wroxham                    | 129     |
| 91                                                                 | Woodbridge Town                             | 1–4    | St. Neots Town             | 126     |
| 92                                                                 | Desborough Town                             | 4–1    | Newmarket Town             | 77      |
| 93                                                                 | Diss Town                                   | 2–3    | Cogenhoe United            | 130     |
| 94                                                                 | Dereham Town                                | 3–1    | Leiston                    | 213     |
| 95                                                                 | Godmanchester Rovers                        | 0–0    | Haverhill Rovers           | 45      |
| desempate                                                          | Haverhill Rovers                            | 0–1    | Godmanchester Rovers       | 67      |
| 96                                                                 | Stewarts & Lloyds Corby                     | 1–2    | Norwich United             | 36      |
| 97                                                                 | Northampton Spencer                         | 1–0    | March Town United          | 86      |

| Jogo nº                                             | Time da casa                               | Placar | Time visitante                             | Público |
| --------------------------------------------------- | ------------------------------------------ | ------ | ------------------------------------------ | ------- |
| 98                                                  | Stowmarket Town                            | 0–3    | Mildenhall Town                            | 105     |
| 99                                                  | Clapton                                    | 2–5    | Kingsbury London Tigers                    | 48      |
| 100                                                 | St. Margaretsbury                          | 0–0    | Hullbridge Sports                          | 65      |
| desempate                                           | Hullbridge Sports                          | 0–1    | St. Margaretsbury                          | 43      |
| 101                                                 | Thame United                               | 1–0    | Bedford                                    | 84      |
| 102                                                 | Wembley                                    | 2–3    | Basildon United                            | 69      |
| 103                                                 | Erith Town                                 | 2–0    | Ampthill Town                              | 48      |
| 104                                                 | Leverstock Green                           | 2–1    | Burnham Ramblers                           | 59      |
| 105                                                 | Oxhey Jets                                 | 0–1    | Brimsdown Rovers                           | 68      |
| 106                                                 | Eton Manor                                 | 1–2    | Stanway Rovers                             | 55      |
| 107                                                 | Wootton Blue Cross                         | 1–0    | Sporting Bengal United                     | 40      |
| 108                                                 | Hertford Town                              | 1–2    | Newport Pagnell Town                       | 211     |
| 109                                                 | Flackwell Heath                            | 4–0    | Welwyn Garden City                         | 92      |
| 110                                                 | Bicester Town                              | 1–4    | Dunstable Town                             | 54      |
| 111                                                 | FC Clacton                                 | 2–1    | London APSA                                | 99      |
| 112                                                 | Tiptree United                             | 3–2    | Colney Heath                               | 72      |
| 113                                                 | Buckingham Town                            | 1–3    | Hanwell Town                               | 71      |
| 114                                                 | Broxbourne Borough V&E                     | 1–4    | Enfield 1893                               | 184     |
| 115                                                 | Biggleswade United                         | 2–0    | Stotfold                                   | 76      |
| 116                                                 | Hillingdon Borough                         | 2–3    | Kentish Town                               | 63      |
| 117                                                 | Hatfield Town                              | 2–2    | Southend Manor                             | 84      |
| desempate                                           | Southend Manor                             | 0–3    | Hatfield Town                              | 46      |
| 118                                                 | London Colney                              | 4–1    | Harwich & Parkeston                        | 59      |
| 119                                                 | Halstead Town                              | 1–1    | Wivenhoe Town                              | 114     |
| desempate                                           | Wivenhoe Town                              | 1–4    | Halstead Town                              | 110     |
| 120                                                 | Potton United                              | 2–2    | Hoddesdon Town                             | 142     |
| desempate                                           | Hoddesdon Town                             | 2–0    | Potton United                              | 71      |
| 121                                                 | North Greenford United                     | 0–2    | Cockfosters                                | 48      |
| 122                                                 | Stansted                                   | 2–5    | Royston Town                               | 159     |
| 123                                                 | Chalfont St. Peter                         | 3–2    | Tokyngton Manor                            | 28      |
| 124                                                 | Witham Town                                | 2–1    | Saffron Walden Town                        | 117     |
| 125                                                 | Barkingside                                | 1–4    | Bowers & Pitsea                            | 83      |
| 126                                                 | Crawley Green Sports                       | 3–1    | Cranfield United                           | 102     |
| 127                                                 | Langford                                   | 0–6    | Aylesbury                                  | 80      |
| 128                                                 | Barking                                    | 2–3    | Tring Athletic                             | 56      |
| 129                                                 | Harefield United                           | 1–1    | Haringey Borough                           | 115     |
| desempate                                           | Haringey Borough                           | 1–3    | Harefield United                           | 78      |
| 130                                                 | Tunbridge Wells                            | 2–2    | Sevenoaks Town                             | 117     |
| desempate                                           | Sevenoaks Town                             | 2–1    | Tunbridge Wells                            | 156     |
| 131                                                 | Raynes Park Vale                           | 2–2    | Farnham Town                               | 42      |
| desempate                                           | Farnham Town                               | 0–3    | Raynes Park Vale                           | 37      |
| 132                                                 | Hailsham Town                              | 1–7    | Lingfield                                  | 62      |
| 133                                                 | Worthing United                            | 0–2    | Badshot Lea                                | 73      |
| 134                                                 | Hartley Wintney                            | 1–2    | Holmesdale                                 | 98      |
| 135                                                 | Wick                                       | 4–0    | Frimley Green                              | 102     |
| 136                                                 | Deal Town                                  | 3–2    | Arundel                                    | 130     |
| 137                                                 | Littlehampton Town                         | 1–1    | Cobham                                     | 153     |
| desempate                                           | Cobham                                     | 2–1    | Littlehampton Town                         | 72      |
| 138                                                 | Southwick                                  | 2–1    | Herne Bay                                  | 63      |
| 139                                                 | Chessington & Hook United                  | 0–2    | Chertsey Town                              | 149     |
| 140                                                 | Egham Town                                 | 2–2    | Ringmer                                    |         |
| desempate                                           | Ringmer                                    | 2–0    | Egham Town                                 | 86      |
| 141                                                 | Whitehawk                                  | 1–2    | Hythe Town                                 | 100     |
| 142                                                 | Banstead Athletic                          | 1–1    | Pagham                                     |         |
| desempate                                           | Pagham                                     | 1–1 †  | Banstead Athletic                          | 75      |
| Pagham avança por 3–2 nos pênaltis                  |                                            |        |                                            |         |
| 143                                                 | Camberley Town                             | 1–2    | East Preston                               | 91      |
| 144                                                 | Oakwood                                    | 2–4    | Lordswood                                  | 46      |
| 145                                                 | Croydon                                    | 2–5    | Shoreham                                   | 68      |
| 146                                                 | East Grinstead Town                        | 4–1    | Feltham                                    | 56      |
| 147                                                 | Eastbourne United Association              | 3–1    | Redhill                                    | 53      |
| 148                                                 | Erith & Belvedere                          | 1–1    | Sandhurst Town                             | 78      |
| desempate                                           | Sandhurst Town                             | 2–4    | Erith & Belvedere                          | 63      |
| 149                                                 | Wealden                                    | 1–3    | Epsom & Ewell                              | 45      |
| 150                                                 | Cove                                       | 4–0    | Bookham                                    | 40      |
| 151                                                 | Crowborough Athletic                       | 1–1    | Bedfont                                    | 84      |
| desempate                                           | Bedfont                                    | 3–2    | Crowborough Athletic                       | 86      |
| 152                                                 | Slade Green                                | w/o    | Faversham Town                             | N/A     |
| Walkover for Faversham Town – Slade Green withdrawn |                                            |        |                                            |         |
| 153                                                 | Binfield                                   | 3–5    | Colliers Wood United                       | 142     |
| 154                                                 | Peacehaven & Telscombe                     | 1–3    | Mile Oak                                   | 107     |
| 155                                                 | Lancing                                    | 0–2    | Selsey                                     | 93      |
| 156                                                 | Dorking                                    | 0–0    | Horley Town                                | 56      |
| desempate                                           | Horley Town                                | 3–0    | Dorking                                    | 101     |
| 157                                                 | Crawley Down                               | 4–1    | Westfield                                  | 44      |
| 158                                                 | Molesey                                    | 2–1    | Sidley United                              | 56      |
| 159                                                 | Guildford City                             | 4–1    | St. Francis Rangers                        | 65      |
| 160                                                 | Three Bridges                              | 1–3    | Chichester City                            | 54      |
| 161                                                 | Hassocks                                   | 1–4    | Ash United                                 | 74      |
| 162                                                 | Wootton Bassett Town                       | 2–2    | Westbury United                            | 38      |
| desempate                                           | Westbury United                            | 2–3    | Wootton Bassett Town                       | 91      |
| 163                                                 | New Milton Town                            | 4–1    | Cowes Sports                               | 48      |
| 164                                                 | Petersfield Town                           | 0–2    | Brockenhurst                               | 149     |
| 165                                                 | Ringwood Town                              | 2–1    | Christchurch                               | 99      |
| 166                                                 | Downton                                    | 1–1    | Calne Town                                 | 51      |
| desempate                                           | Calne Town                                 | 1–0    | Downton                                    | 60      |
| 167                                                 | Milton United                              | 3–0    | Corsham Town                               | 70      |
| 168                                                 | Bournemouth                                | 1–2    | Highworth Town                             | 64      |
| 169                                                 | Fareham Town                               | 1–2    | Moneyfields                                | 152     |
| 170                                                 | Hamble Aerostructures Sports & Social Club | 2–2    | Wantage Town                               | 62      |
| desempate                                           | Wantage Town                               | 4–1    | Hamble Aerostructures Sports & Social Club | 52      |
| 171                                                 | Romsey Town                                | 3–0    | Hayling United                             | 120     |
| 172                                                 | Lydney Town                                | 0–5    | Totton & Eling                             | 220     |
| 173                                                 | Alresford Town                             | 8–0    | Shaftesbury                                | 73      |
| 174                                                 | Warminster Town                            | 5–1    | Amesbury Town                              | 116     |
| 175                                                 | Bitton                                     | 1–1    | Newport (Isle of Wight)                    | 93      |
| desempate                                           | Newport (Isle of Wight)                    | 2–1    | Bitton                                     | 153     |
| 176                                                 | Laverstock & Ford                          | 1–3    | Alton Town                                 | 51      |
| 177                                                 | Devizes Town                               | 0–5    | Shrivenham                                 | 75      |
| 178                                                 | Almondsbury Town                           | 2–0    | Longwell Green Sports                      | 115     |
| 179                                                 | Marlow United                              | 1–2    | Hallen                                     | 26      |
| 180                                                 | Ardley United                              | 2–2    | Witney United                              | 96      |
| desempate                                           | Witney United                              | 2–1    | Ardley United                              | 113     |
| 181                                                 | Kidlington                                 | 1–0    | Abingdon Town                              | 154     |
| 182                                                 | Winchester City                            | 1–4    | Bemerton Heath Harlequins                  | 107     |
| 183                                                 | Brading Town                               | 1–0    | Fairford Town                              | 181     |
| 184                                                 | Carterton                                  | 2–2    | Bristol Manor Farm                         | 25      |
| desempate                                           | Bristol Manor Farm                         | 1–1 †  | Carterton                                  | 48      |
| Bristol Manor Farm avança por 3–2 nos pênaltis      |                                            |        |                                            |         |
| 185                                                 | Shortwood United                           | 1–0    | Blackfield & Langley                       | 93      |
| 186                                                 | Reading Town                               | 2–0    | Melksham Town                              | 52      |
| 187                                                 | Lymington Town                             | 6–0    | Harrow Hill                                | 75      |
| 188                                                 | Wellington (Somerset)                      | 1–3    | Bideford                                   | 188     |
| 189                                                 | Launceston                                 | 2–0    | Clevedon United                            | 63      |
| 190                                                 | Bridport                                   | 3–1    | Keynsham Town                              | 111     |
| 191                                                 | Gillingham Town                            | 5–1    | Cullompton Rangers                         | 209     |
| 192                                                 | Larkhall Athletic                          | 4–1    | Shepton Mallet                             | 70      |
| 193                                                 | Radstock Town                              | 0–1    | Wimborne Town                              | 85      |
| 194                                                 | Dawlish Town                               | 3–0    | Elmore                                     | 88      |
| 195                                                 | Barnstaple Town                            | 3–1    | Tavistock                                  | 124     |
| 196                                                 | Bishop Sutton                              | 1–2    | Bodmin Town                                | 81      |
| 197                                                 | Willand Rovers                             | 2–2    | Street                                     | 80      |
| desempate                                           | Street                                     | 0–1    | Willand Rovers                             | 97      |
| 198                                                 | Buckland Athletic                          | 1–1    | Hamworthy United                           |         |
| desempate                                           | Hamworthy United                           | 3–2    | Buckland Athletic                          | 129     |
| 199                                                 | Saltash United                             | 6–2    | Chard Town                                 | 118     |
| 200                                                 | Portishead Town                            | 1–1    | Brislington                                | 115     |
| desempate                                           | Brislington                                | 1–2    | Portishead Town                            | 70      |
| 201                                                 | Ilfracombe Town                            | 0–1    | Falmouth Town                              | 130     |
| 202                                                 | Sherborne Town                             | 4–1    | St. Blazey                                 | 138     |
| 203                                                 | Poole Town                                 | 3–2    | Welton Rovers                              | 212     |

† – Após prorrogação

## Fase Preliminar
O sorteio para a Fase Preliminar foi anunciado pela FA no site dela no dia 1 de julho. As partidas nessa fase foram jogadas no final de semana de 29 de agosto de 2009, com partidas desempates realizadas até 3 de setembro de 2009.
| Jogo nº                                                | Time da casa                                | Placar | Time visitante             | Público |
| ------------------------------------------------------ | ------------------------------------------- | ------ | -------------------------- | ------- |
| 1                                                      | Bedlington Terriers                         | 2–3    | Garforth Town              | 150     |
| 2                                                      | Chester-le-Street Town                      | 0–5    | Norton & Stockton Ancients |         |
| 3                                                      | Morpeth Town                                | 4–3    | Billingham Synthonia       |         |
| 4                                                      | Selby Town                                  | 1–2    | Ryton                      | 101     |
| 5                                                      | Bridlington Town                            | 1–0    | Shildon                    | 203     |
| 6                                                      | Wakefield                                   | 0–0    | Guisborough Town           | 105     |
| desempate                                              | Guisborough Town                            | 1–0    | Wakefield                  | 149     |
| 7                                                      | Team Northumbria                            | 1–2    | Ossett Albion              | 20      |
| 8                                                      | Stokesley                                   | 1–3    | Spennymoor Town            |         |
| 9                                                      | Jarrow Roofing Boldon Community Association | 2–0    | Penrith                    |         |
| 10                                                     | Hebburn Town                                | 3–4    | Bishop Auckland            | 90      |
| 11                                                     | Horden Colliery Welfare                     | 2–2    | West Allotment Celtic      |         |
| desempate                                              | West Allotment Celtic                       | 2–3    | Horden Colliery Welfare    |         |
| 12                                                     | Newcastle Benfield                          | 1–2    | Whitley Bay                | 357     |
| 13                                                     | Brandon United                              | 0–6    | FC Halifax Town            | 217     |
| 14                                                     | Consett                                     | 0–0    | Harrogate Railway Athletic | 130     |
| desempate                                              | Harrogate Railway Athletic                  | 1–1 †  | Consett                    | 165     |
| Harrogate Railway Athletic avança por 4–3 nos pênaltis |                                             |        |                            |         |
| 15                                                     | Warrington Town                             | 1–0    | Leigh Genesis              | 167     |
| 16                                                     | Clitheroe                                   | 1–1    | Staveley Miners Welfare    | 157     |
| desempate                                              | Staveley Miners Welfare                     | 1–3    | Clitheroe                  | 97      |
| 17                                                     | Padiham                                     | 2–4    | AFC Fylde                  | 156     |
| 18                                                     | Bootle                                      | 1–4    | Woodley Sports             | 100     |
| 19                                                     | Silsden                                     | 1–4    | Hallam                     | 67      |
| 20                                                     | Sheffield                                   | 4–0    | Flixton                    | 174     |
| 21                                                     | Trafford                                    | 2–2    | Rossendale United          | 127     |
| desempate                                              | Rossendale United                           | 3–1    | Trafford                   | 137     |
| 22                                                     | Rossington Main                             | 1–2    | Glossop North End          | 110     |
| 23                                                     | Curzon Ashton                               | 2–2    | Lancaster City             | 164     |
| desempate                                              | Lancaster City                              | 3–2    | Curzon Ashton              | 182     |
| 24                                                     | Chorley                                     | 2–1    | Nostell Miners Welfare     | 191     |
| 25                                                     | Colwyn Bay                                  | 2–4    | St. Helens Town            | 262     |
| 26                                                     | Cammell Laird                               | 2–1    | Mossley                    | 71      |
| 27                                                     | Maine Road                                  | 2–1    | Ramsbottom United          | 96      |
| 28                                                     | Atherton Laburnum Rovers                    | 1–0    | Prescot Cables             | 63      |
| 29                                                     | Atherton Collieries                         | 0–1    | Radcliffe Borough          | 96      |
| 30                                                     | Bamber Bridge                               | 6–0    | Runcorn Linnets            | 247     |
| 31                                                     | Witton Albion                               | 0–1    | Congleton Town             | 194     |
| 32                                                     | Salford City                                | 3–2    | Skelmersdale United        | 96      |
| 33                                                     | Castle Vale                                 | 5–1    | Studley                    | 50      |
| 34                                                     | Kidsgrove Athletic                          | 1–0    | Alvechurch                 | 109     |
| 35                                                     | Dudley Town                                 | 3–3    | Bromsgrove Rovers          | 159     |
| desempate                                              | Bromsgrove Rovers                           | 3–0    | Dudley Town                | 148     |
| 36                                                     | Nuneaton Griff                              | 1–4    | Stratford Town             | 138     |
| 37                                                     | Coventry Sphinx                             | 4–4    | Stourport Swifts           | 108     |
| desempate                                              | Stourport Swifts                            | 0–2    | Coventry Sphinx            | 110     |
| 38                                                     | Heath Hayes                                 | 0–1    | Tividale                   | 65      |
| 39                                                     | Pegasus Juniors                             | 2–2    | Willenhall Town            | 59      |
| desempate                                              | Willenhall Town                             | 0–2    | Pegasus Juniors            | 95      |
| 40                                                     | Malvern Town                                | 1–1    | Cradley Town               | 36      |
| desempate                                              | Cradley Town                                | 2–1    | Malvern Town               | 52      |
| 41                                                     | Atherstone Town                             | 1–2    | Romulus                    | 147     |
| 42                                                     | Stone Dominoes                              | 0–1    | Market Drayton Town        | 75      |
| 43                                                     | Coleshill Town                              | 0–2    | Causeway United            | 65      |
| 44                                                     | Dudley Sports                               | 2–0    | Rocester                   | 64      |
| 45                                                     | Chasetown                                   | 1–1    | AFC Wulfrunians            | 307     |
| desempate                                              | AFC Wulfrunians                             | 2–2 †  | Chasetown                  | 427     |
| AFC Wulfrunians avança por 5–4 nos pênaltis            |                                             |        |                            |         |
| 46                                                     | Sutton Coldfield Town                       | 2–1    | Tipton Town                | 120     |
| 47                                                     | Leek Town                                   | 2–3    | Bedworth United            | 214     |
| 48                                                     | Newcastle Town                              | 1–2    | Westfields                 | 47      |
| 49                                                     | Brocton                                     | 0–2    | Rushall Olympic            | 91      |
| 50                                                     | Carlton Town                                | 4–2    | New Mills                  | 100     |
| 51                                                     | Borrowash Victoria                          | 0–0    | Quorn                      | 58      |
| desempate                                              | Quorn                                       | 4–1    | Borrowash Victoria         | 165     |
| 52                                                     | Blackstones                                 | 3–2    | Shepshed Dynamo            | 104     |
| 53                                                     | Barton Town Old Boys                        | 6–3    | Kirby Muxloe               | 86      |
| 54                                                     | Brigg Town                                  | 4–0    | Spalding United            | 95      |
| 55                                                     | Lincoln United                              | 5–2    | Friar Lane & Epworth       | 75      |
| 56                                                     | Winterton Rangers                           | 6–1    | St. Andrews                | 58      |
| 57                                                     | Coalville Town                              | 0–1    | Bardon Hill Sports         | 245     |
| 58                                                     | Glapwell                                    | 3–1    | Ellistown                  | 83      |
| 59                                                     | Sleaford Town                               | 3–1    | Stamford                   | 263     |
| 60                                                     | Rainworth Miners Welfare                    | 3–1    | Heather St. Johns          | 84      |
| 61                                                     | Long Eaton United                           | 0–2    | Loughborough Dynamo        | 91      |
| 62                                                     | Grantham Town                               | 2–2    | Mickleover Sports          | 194     |
| desempate                                              | Mickleover Sports                           | 3–1    | Grantham Town              | 160     |
| 63                                                     | Shirebrook Town                             | 0–2    | Boston Town                | 80      |
| 64                                                     | Belper Town                                 | 1–1    | Holbrook Miners Welfare    | 228     |
| desempate                                              | Holbrook Miners Welfare                     | 1–0    | Belper Town                | 251     |
| 65                                                     | Bourne Town                                 | 3–1    | Goole                      | 156     |
| 66                                                     | Desborough Town                             | 1–1    | Daventry Town              | 88      |
| desempate                                              | Daventry Town                               | 2–1    | Desborough Town            | 123     |
| 67                                                     | Norwich United                              | 0–1    | Long Buckby                | 56      |
| 68                                                     | Woodford United                             | 1–2    | AFC Sudbury                | 76      |
| 69                                                     | Rothwell Town                               | 0–1    | Bury Town                  | 108     |
| 70                                                     | Needham Market                              | 4–0    | Wisbech Town               | 147     |
| 71                                                     | Lowestoft Town                              | 3–0    | Great Yarmouth Town        | 639     |
| 72                                                     | Kirkley & Pakefield                         | 4–0    | Cogenhoe United            | 151     |
| 73                                                     | Gorleston                                   | 1–1    | Northampton Spencer        | 134     |
| desempate                                              | Northampton Spencer                         | 3–2    | Gorleston                  | 79      |
| 74                                                     | Rothwell Corinthians                        | 0–0    | Godmanchester Rovers       | 82      |
| desempate                                              | Godmanchester Rovers                        | 3–0    | Rothwell Corinthians       | 63      |
| 75                                                     | Dereham Town                                | 3–0    | Wroxham                    | 259     |
| 76                                                     | Soham Town Rangers                          | 0–0    | St. Ives Town              | 156     |
| desempate                                              | St. Ives Town                               | 2–1 †  | Soham Town Rangers         | 202     |
| 77                                                     | Mildenhall Town                             | 3–0    | St. Neots Town             | 207     |

| Jogo nº                                      | Time da casa                  | Placar | Time visitante                | Público |
| -------------------------------------------- | ----------------------------- | ------ | ----------------------------- | ------- |
| 78                                           | Great Wakering Rovers         | 0–0    | Waltham Forest                | 80      |
| desempate                                    | Waltham Forest                | 1–0    | Great Wakering Rovers         | 67      |
| 79                                           | Windsor & Eton                | 3–1    | Bowers & Pitsea               | 105     |
| 80                                           | Northwood                     | 3–1    | St. Margaretsbury             | 118     |
| 81                                           | Potters Bar Town              | 1–1    | Cockfosters                   | 83      |
| desempate                                    | Cockfosters                   | 1–4    | Potters Bar Town              | 120     |
| 82                                           | Harlow Town                   | 1–1    | Kingsbury London Tigers       | 142     |
| desempate                                    | Kingsbury London Tigers       | 2–1    | Harlow Town                   | 70      |
| 83                                           | Chesham United                | 2–0    | Chalfont St. Peter            | 247     |
| 84                                           | Marlow                        | 3–0    | Ilford                        | 92      |
| 85                                           | Witham Town                   | 3–6    | London Colney                 | 107     |
| 86                                           | Newport Pagnell Town          | 0–2    | Heybridge Swifts              | 179     |
| 87                                           | Aylesbury United              | 2–1    | Tiptree United                | 164     |
| 88                                           | Hanwell Town                  | 1–3    | Concord Rangers               | 46      |
| 89                                           | Enfield Town                  | 2–0    | Leverstock Green              | 157     |
| 90                                           | Enfield 1893                  | 7–0    | Crawley Green Sports          | 76      |
| 91                                           | Harefield United              | 2–1    | Biggleswade Town              | 98      |
| 92                                           | FC Clacton                    | 0–1    | Hitchin Town                  | 159     |
| 93                                           | Barton Rovers                 | 2–3    | Ware                          | 100     |
| 94                                           | Thame United                  | 2–0    | Wootton Blue Cross            | 74      |
| 95                                           | Thamesmead Town               | 4–2    | Tilbury                       | 48      |
| 96                                           | Leighton Town                 | 0–0    | Aylesbury                     | 156     |
| desempate                                    | Aylesbury                     | 1–0    | Leighton Town                 | 121     |
| 97                                           | Burnham                       | 2–1    | Hillingdon Borough            | 77      |
| 98                                           | Biggleswade United            | 1–2    | Halstead Town                 | 76      |
| 99                                           | Stanway Rovers                | 2–0    | Beaconsfield SYCOB            | 86      |
| 100                                          | Cheshunt                      | 2–3    | Maldon Town                   | 106     |
| 101                                          | Tring Athletic                | 0–4    | Slough Town                   | 232     |
| 102                                          | Dunstable Town                | 0–2    | Wingate & Finchley            | 40      |
| 103                                          | Arlesey Town                  | 2–0    | Hatfield Town                 | 147     |
| 104                                          | Hoddesdon Town                | 0–1    | Royston Town                  | 137     |
| 105                                          | Erith Town                    | 3–0    | Basildon United               | 55      |
| 106                                          | Brimsdown Rovers              | 2–4    | Flackwell Heath               | 136     |
| 107                                          | East Thurrock United          | 2–0    | Brentwood Town                | 105     |
| 108                                          | Redbridge                     | 0–1    | Romford                       | 128     |
| 109                                          | Croydon Athletic              | 2–0    | Godalming Town                | 102     |
| 110                                          | Sittingbourne                 | 0–0    | Horley Town                   | 119     |
| desempate                                    | Horley Town                   | 0–2    | Sittingbourne                 | 123     |
| 111                                          | Worthing                      | 4–0    | Raynes Park Vale              | 276     |
| 112                                          | Merstham                      | 2–2    | Faversham Town                | 114     |
| desempate                                    | Faversham Town                | 4–4 †  | Merstham                      | 150     |
| Faversham Town avança por 5–4 nos pênaltis   |                               |        |                               |         |
| 113                                          | Dulwich Hamlet                | 1–1    | Sevenoaks Town                | 161     |
| desempate                                    | Sevenoaks Town                | 0–2    | Dulwich Hamlet                | 167     |
| 114                                          | Ashford Town (Kent)           | 6–1    | Mile Oak                      | 147     |
| 115                                          | Folkestone Invicta            | 1–0    | AFC Hayes                     | 218     |
| 116                                          | Selsey                        | 1–0    | Epsom & Ewell                 | 162     |
| 117                                          | Chertsey Town                 | 0–1    | Metropolitan Police           | 71      |
| 118                                          | Gosport Borough               | 0–1    | East Preston                  | 143     |
| 119                                          | Lordswood                     | 1–1    | Whitstable Town               | 120     |
| desempate                                    | Whitstable Town               | 2–1 †  | Lordswood                     | 120     |
| 120                                          | Horsham YMCA                  | 5–3    | Wick                          | 134     |
| 121                                          | Shoreham                      | 1–2    | Crawley Down                  | 134     |
| 122                                          | Chichester City               | 1–3    | AFC Totton                    | 100     |
| 123                                          | Pagham                        | 1–2    | Walton Casuals                | 74      |
| 124                                          | Fleet Town                    | 1–1    | Walton & Hersham              | 167     |
| desempate                                    | Walton & Hersham              | 2–2 †  | Fleet Town                    | 140     |
| Walton & Hersham avança por 5–4 nos pênaltis |                               |        |                               |         |
| 125                                          | Lingfield                     | 0–0    | Southwick                     | 107     |
| desempate                                    | Southwick                     | 0–3    | Lingfield                     | 53      |
| 126                                          | Burgess Hill Town             | 2–3    | Chipstead                     | 183     |
| 127                                          | Andover                       | 2–3    | Molesey                       | 111     |
| 128                                          | Chatham Town                  | 1–1    | Eastbourne United Association | 167     |
| desempate                                    | Eastbourne United Association | 1–2    | Chatham Town                  | 102     |
| 129                                          | East Grinstead Town           | 4–2    | Cove                          | 72      |
| 130                                          | Cobham                        | 0–6    | VT                            | 58      |
| 131                                          | Leatherhead                   | 3–0    | Bedfont Green                 | 138     |
| 132                                          | Guildford City                | 3–1    | Ramsgate                      | 110     |
| 133                                          | Hythe Town                    | 4–0    | Eastbourne Town               | 152     |
| 134                                          | Ash United                    | 4–0    | Erith & Belvedere             | 86      |
| 135                                          | Bedfont                       | 4–2    | Colliers Wood United          | 65      |
| 136                                          | Holmesdale                    | 1–3    | Badshot Lea                   | 89      |
| 137                                          | Deal Town                     | 4–1    | Ringmer                       | 75      |
| 138                                          | Corinthian Casuals            | 1–3    | VCD Athletic                  | 88      |
| 139                                          | Whyteleafe                    | 0–1    | Uxbridge                      | 95      |
| 140                                          | Hallen                        | 0–0    | Lymington Town                | 74      |
| desempate                                    | Lymington Town                | 0–4    | Hallen                        | 66      |
| 141                                          | Shortwood United              | 5–1    | Romsey Town                   | 75      |
| 142                                          | Highworth Town                | 1–0    | Bemerton Heath Harlequins     | 175     |
| 143                                          | Totton & Eling                | 1–4    | Kidlington                    | 118     |
| 144                                          | Wootton Bassett Town          | 0–1    | Brockenhurst                  | 70      |
| 145                                          | Yate Town                     | 3–1    | Alton Town                    | 141     |
| 146                                          | Mangotsfield United           | 2–0    | Bracknell Town                | 134     |
| 147                                          | Calne Town                    | 0–1    | Shrivenham                    | 45      |
| 148                                          | Bishop's Cleeve               | 3–1    | Reading Town                  | 95      |
| 149                                          | Bristol Manor Farm            | 4–4    | Warminster Town               | 62      |
| desempate                                    | Warminster Town               | 2–4    | Bristol Manor Farm            | 230     |
| 150                                          | North Leigh                   | 2–1    | Milton United                 | 89      |
| 151                                          | Almondsbury Town              | 2–1    | Cinderford Town               | 71      |
| 152                                          | Wantage Town                  | 5–0    | Newport (Isle of Wight)       | 102     |
| 153                                          | Moneyfields                   | 3–4    | Hungerford Town               | 100     |
| 154                                          | Ringwood Town                 | 1–3    | Abingdon United               | 59      |
| 155                                          | Brading Town                  | 3–2    | Alresford Town                | 130     |
| 156                                          | Witney United                 | 3–1    | New Milton Town               | 124     |
| 157                                          | Cirencester Town              | 2–1    | Thatcham Town                 | 106     |
| 158                                          | Wimborne Town                 | 2–1    | Sherborne Town                |         |
| 159                                          | Paulton Rovers                | 3–1    | Bideford                      | 123     |
| 160                                          | Falmouth Town                 | 1–1    | Willand Rovers                | 130     |
| desempate                                    | Willand Rovers                | 2–1    | Falmouth Town                 | 86      |
| 161                                          | Taunton Town                  | 2–1    | Bodmin Town                   | 210     |
| 162                                          | Poole Town                    | 7–2    | Barnstaple Town               | 232     |
| 163                                          | Launceston                    | 2–3    | Bridgwater Town               | 140     |
| 164                                          | Bridport                      | 3–3    | Dawlish Town                  | 137     |
| desempate                                    | Dawlish Town                  | 1–2    | Bridport                      | 92      |
| 165                                          | Gillingham Town               | 6–0    | Portishead Town               | 209     |
| 166                                          | Larkhall Athletic             | 0–2    | Saltash United                | 94      |
| 167                                          | Hamworthy United              | 3–2    | Frome Town                    | 117     |

† – Após prorrogação

## Primeira Fase Classificatória
O sorteio para a Primeira Fase Classificatória foi anunciada pelo site da Football Association na terça-feira, primeiro de julho. Partidas dessa fase foram jogadas no final de semana de 12 de setembro de 2009, com partidas desempates marcados para até dia 17 de setembro de 2009.
Devido ao Newcastle Blue Star sofrer um colapso após o sorteio ter sido realizado, o Ossett Albion recebeu um walkover para a Segunda Fase Classificatória.
Bobby Traynor foi votado como "Jogador da rodada" por seu hattrick contra o Kingstonian na vitória de 4-1 contra o Bognor Regis Town.
| Jogo nº                                                    | Time da casa                                | Placar | Time visitante             | Público |
| ---------------------------------------------------------- | ------------------------------------------- | ------ | -------------------------- | ------- |
| 1                                                          | Horden Colliery Welfare                     | 2–2    | Durham City                | 153     |
| desempate                                                  | Durham City                                 | 1–3    | Horden Colliery Welfare    | 115     |
| 2                                                          | North Ferriby United                        | 2–0    | Harrogate Railway Athletic | 121     |
| 3                                                          | Newcastle Blue Star                         | w/o    | Ossett Albion              | N/A     |
| Walkover para Ossett Albion – Newcastle Blue Star desistiu |                                             |        |                            |         |
| 4                                                          | Kendal Town                                 | 9–1    | Guisborough Town           | 161     |
| 5                                                          | Ryton                                       | 0–6    | Spennymoor Town            |         |
| 6                                                          | Morpeth Town                                | 0–1    | Ossett Town                | 38      |
| 7                                                          | Norton & Stockton Ancients                  | 0–4    | FC Halifax Town            | 290     |
| 8                                                          | Bridlington Town                            | 0–1    | Whitby Town                | 370     |
| 9                                                          | Bradford Park Avenue                        | 4–1    | Bishop Auckland            | 246     |
| 10                                                         | Jarrow Roofing Boldon Community Association | 1–0    | Garforth Town              | 50      |
| 11                                                         | Guiseley                                    | 2–0    | Whitley Bay                | 301     |
| 12                                                         | Hallam                                      | 0–4    | Burscough                  | 135     |
| 13                                                         | Cammell Laird                               | 3–1    | St Helens Town             | 95      |
| 14                                                         | Maine Road                                  | 1–4    | Bamber Bridge              | 86      |
| 15                                                         | Clitheroe                                   | 0–2    | Stocksbridge Park Steels   | 201     |
| 16                                                         | Atherton Laburnum Rovers                    | 1–1    | Congleton Town             | 89      |
| desempate                                                  | Atherton Laburnum Rovers                    | 0–5    | Congleton Town             | 197     |
| 17                                                         | Warrington Town                             | 1–0    | Nantwich Town              | 204     |
| 18                                                         | Worksop Town                                | 1–1    | Frickley Athletic          | 178     |
| desempate                                                  | Frickley Athletic                           | 2–1    | Worksop Town               | 228     |
| 19                                                         | Lancaster City                              | 0–3    | Ashton United              | 191     |
| 20                                                         | Glossop North End                           | 2–3    | Chorley                    | 295     |
| 21                                                         | AFC Fylde                                   | 4–1    | Rossendale United          | 253     |
| 22                                                         | Salford City                                | 2–1    | Marine                     | 159     |
| 23                                                         | Woodley Sports                              | 0–1    | Radcliffe Borough          | 141     |
| 24                                                         | Sheffield                                   | 1–3    | FC United of Manchester    | 1,208   |
| 25                                                         | Causeway United                             | 0–0    | Bedworth United            | 138     |
| desempate                                                  | Bedworth United                             | 3–0    | Causeway United            | 163     |
| 26                                                         | Westfields                                  | 0–6    | Sutton Coldfield Town      | 102     |
| 27                                                         | Hednesford Town                             | 1–4    | Pegasus Juniors            | 244     |
| 28                                                         | Evesham United                              | 0–0    | Tividale                   | 131     |
| desempate                                                  | Tividale                                    | 1–2    | Evesham United             | 140     |
| 29                                                         | Cradley Town                                | 0–1    | Stratford Town             | 76      |
| 30                                                         | Bromsgrove Rovers                           | 1–1    | Stourbridge                | 465     |
| desempate                                                  | Stourbridge                                 | 3–1    | Bromsgrove Rovers          | 255     |
| 31                                                         | Kidsgrove Athletic                          | 2–3    | AFC Wulfrunians            | 212     |
| 32                                                         | Coventry Sphinx                             | 1–0    | Rushall Olympic            | 196     |
| 33                                                         | Leamington                                  | 0–2    | Market Drayton Town        | 530     |
| 34                                                         | Romulus                                     | 2–1    | Castle Vale                | 95      |
| 35                                                         | Rugby Town                                  | 6–0    | Dudley Sports              | 212     |
| 36                                                         | Rainworth Miners Welfare                    | 2–1    | Holbrook Miners Welfare    | 155     |
| 37                                                         | Bourne Town                                 | 3–1    | Boston Town                | 125     |
| 38                                                         | Buxton                                      | 2–1    | Winterton Rangers          | 256     |
| 39                                                         | Retford United                              | 1–1    | Lincoln United             | 258     |
| desempate                                                  | Lincoln United                              | 2–1    | Retford United             | 182     |
| 40                                                         | Bardon Hill Sports                          | 5–0    | Barton Town Old Boys       | 126     |
| 41                                                         | Blackstones                                 | 2–4    | Hucknall Town              | 105     |
| 42                                                         | Quorn                                       | 0–2    | Mickleover Sports          | 150     |
| 43                                                         | Brigg Town                                  | 0–5    | Nuneaton Town              | 221     |
| 44                                                         | Matlock Town                                | 1–1    | Sleaford Town              | 155     |
| desempate                                                  | Sleaford Town                               | 1–2    | Matlock Town               | 421     |
| 45                                                         | Glapwell                                    | 0–1    | Carlton Town               | 63      |
| 46                                                         | Boston United                               | 4–2    | Loughborough Dynamo        | 941     |
| 47                                                         | Lowestoft Town                              | 3–1    | Dereham Town               | 779     |
| 48                                                         | Godmanchester Rovers                        | 1–2    | Northampton Spencer        | 120     |
| 49                                                         | St. Ives Town                               | 1–2    | Kirkley & Pakefield        | 274     |
| 50                                                         | Bury Town                                   | 2–0    | Kings Lynn                 | 604     |
| 51                                                         | AFC Sudbury                                 | 0–2    | Needham Market             | 362     |
| 52                                                         | Long Buckby                                 | 1–1    | Mildenhall Town            | 89      |
| desempate                                                  | Mildenhall Town                             | 4–3    | Long Buckby                | 178     |
| 53                                                         | Cambridge City                              | 2–0    | Daventry Town              | 264     |
| 54                                                         | Harefield United                            | 3–1    | Maldon Town                | 112     |
| 55                                                         | Canvey Island                               | 3–3    | Hitchin Town               | 323     |
| desempate                                                  | Hitchin Town                                | 0–1    | Canvey Island              | 251     |
| 56                                                         | Enfield 1893                                | 3–3    | Halstead Town              | 98      |
| desempate                                                  | Halstead Town                               | 1–1 †  | Enfield 1893               | 171     |
| Enfield 1893 avança por 2–0 nos pênaltis                   |                                             |        |                            |         |
| 57                                                         | Flackwell Heath                             | 2–1    | Royston Town               | 85      |

| Jogo nº                                      | Time da casa             | Placar | Time visitante           | Público |
| -------------------------------------------- | ------------------------ | ------ | ------------------------ | ------- |
| 58                                           | Chesham United           | 1–1    | Harrow Borough           | 286     |
| desempate                                    | Harrow Borough           | 0–2    | Chesham United           | 158     |
| 59                                           | Erith Town               | 3–3    | Aylesbury                | 72      |
| desempate                                    | Aylesbury                | 2–1    | Erith Town               | 84      |
| 60                                           | Heybridge Swifts         | 1–1    | Stanway Rovers           | 168     |
| desempate                                    | Stanway Rovers           | 0–0 †  | Heybridge Swifts         | 186     |
| Heybridge Swifts avança por 4–3 nos pênaltis |                          |        |                          |         |
| 61                                           | Waltham Abbey            | 0–1    | Enfield Town             | 260     |
| 62                                           | Thamesmead Town          | 1–2    | Windsor & Eton           | 59      |
| 63                                           | Arlesey Town             | 1–2    | Wealdstone               | 236     |
| 64                                           | Thame United             | 0–2    | Burnham                  | 113     |
| 65                                           | East Thurrock United     | 4–1    | Ware                     | 115     |
| 66                                           | Northwood                | 2–2    | Wingate & Finchley       | 142     |
| desempate                                    | Wingate & Finchley       | 3–1    | Northwood                | 85      |
| 67                                           | Hemel Hempstead Town     | 1–1    | Slough Town              | 395     |
| desempate                                    | Slough Town              | 2–1    | Hemel Hempstead Town     | 249     |
| 68                                           | Marlow                   | 0–2    | Hendon                   | 150     |
| 69                                           | AFC Hornchurch           | 0–3    | Billericay Town          | 453     |
| 70                                           | Aylesbury United         | 0–0    | Potters Bar Town         | 133     |
| desempate                                    | Potters Bar Town         | 2–0    | Aylesbury United         | 82      |
| 71                                           | London Colney            | 1–1    | Aveley                   | 102     |
| desempate                                    | Aveley                   | 4–2    | London Colney            | 146     |
| 72                                           | Boreham Wood             | 1–0    | Waltham Forest           | 81      |
| 73                                           | Bedford Town             | 5–1    | Kingsbury London Tigers  | 215     |
| 74                                           | Romford                  | 1–1    | Concord Rangers          | 102     |
| desempate                                    | Concord Rangers          | 6–0    | Romford                  | 125     |
| 75                                           | Guildford City           | 4–4    | East Preston             | 73      |
| desempate                                    | East Preston             | 2–2 †  | Guildford City           | 104     |
| East Preston avança por 4–3 nos pênaltis     |                          |        |                          |         |
| 76                                           | Molesey                  | 2–3    | Bashley                  | 92      |
| 77                                           | Walton & Hersham         | 2–1    | Cray Wanderers           | 108     |
| 78                                           | Chatham Town             | 0–0    | Walton Casuals           | 160     |
| desempate                                    | Walton Casuals           | 2–1    | Chatham Town             | 108     |
| 79                                           | Farnborough              | 2–1    | Hastings United          | 716     |
| 80                                           | Whitstable Town          | 2–1    | Carshalton Athletic      | 176     |
| 81                                           | Crawley Down             | 2–3    | Ashford Town (Middlesex) | 101     |
| 82                                           | Leatherhead              | 2–0    | Ashford Town (Kent)      | 163     |
| 83                                           | Uxbridge                 | 4–3    | Ash United               | 116     |
| 84                                           | Bognor Regis Town        | 1–4    | Kingstonian              | 402     |
| 85                                           | Folkestone Invicta       | 0–1    | Sittingbourne            | 360     |
| 86                                           | Maidstone United         | 2–1    | Bedfont                  | 294     |
| 87                                           | Hythe Town               | 2–1    | Faversham Town           | 215     |
| 88                                           | AFC Totton               | 5–0    | VCD Athletic             | 185     |
| 89                                           | Lingfield                | 4–4    | Badshot Lea              | 144     |
| desempate                                    | Badshot Lea              | 2–1    | Lingfield                |         |
| 90                                           | Chipstead                | 1–6    | Dartford                 | 321     |
| 91                                           | Tooting & Mitcham United | 4–2    | Horsham                  | 346     |
| 92                                           | Deal Town                | 1–1    | Selsey                   | 120     |
| desempate                                    | Selsey                   | 3–0    | Deal Town                | 145     |
| 93                                           | VT                       | 1–0    | Dulwich Hamlet           | 173     |
| 94                                           | Tonbridge Angels         | 1–0    | Metropolitan Police      | 352     |
| 95                                           | Croydon Athletic         | 0–1    | Worthing                 | 161     |
| 96                                           | Horsham YMCA             | 1–0    | East Grinstead Town      | 196     |
| 97                                           | Margate                  | 2–2    | Sutton United            | 402     |
| desempate                                    | Sutton United            | 3–2    | Margate                  | 301     |
| 98                                           | Almondsbury Town         | 1–1    | Yate Town                | 202     |
| desempate                                    | Yate Town                | 1–2    | Almondsbury Town         | 205     |
| 99                                           | Brading Town             | 1–1    | Hallen                   | 123     |
| desempate                                    | Hallen                   | 3–0    | Brading Town             | 89      |
| 100                                          | Banbury United           | 0–0    | Chippenham Town          | 361     |
| desempate                                    | Chippenham Town          | 3–2    | Banbury United           | 306     |
| 101                                          | Brackley Town            | 1–0    | Swindon Supermarine      | 180     |
| 102                                          | Bishop's Cleeve          | 5–2    | Brockenhurst             | 67      |
| 103                                          | Oxford City              | 4–2    | Kidlington               | 320     |
| 104                                          | Mangotsfield United      | 3–0    | Wantage Town             | 146     |
| 105                                          | Shortwood United         | 3–3    | Witney United            | 108     |
| desempate                                    | Witney United            | 2–1    | Shortwood United         | 151     |
| 106                                          | Highworth Town           | 0–3    | Abingdon United          | 134     |
| 107                                          | Hungerford Town          | 4–0    | Bristol Manor Farm       | 137     |
| 108                                          | Didcot Town              | 5–0    | Shrivenham               | 226     |
| 109                                          | Cirencester Town         | 2–1    | North Leigh              | 144     |
| 110                                          | Bridgwater Town          | 3–1    | Hamworthy United         | 249     |
| 111                                          | Saltash United           | 1–1    | Gillingham Town          | 203     |
| desempate                                    | Gillingham Town          | 6–5    | Saltash United           | 381     |
| 112                                          | Truro City               | 1–1    | Bridport                 | 473     |
| desempate                                    | Bridport                 | 0–7    | Truro City               | 335     |
| 113                                          | Taunton Town             | 0–3    | Merthyr Tydfil           | 340     |
| 114                                          | Willand Rovers           | 1–0    | Poole Town               | 163     |
| 115                                          | Paulton Rovers           | 1–0    | Tiverton Town            | 243     |
| 116                                          | Clevedon Town            | 4–2    | Wimborne Town            | 132     |

## Segunda Fase Classificatória
O sorteio para a Segunda Fase Classificatória foi anunciada pela Football Association no site no dia de 14 de setembro de 2009. As partidas deveriam ser jogadas no final de semana de 26 de setembro de 2009, com jogos desempates ocorrendo no máximo até dia 30 de setembro de 2009.
| Jogo nº   | Time da casa             | Placar | Time visitante                              | Público |
| --------- | ------------------------ | ------ | ------------------------------------------- | ------- |
| 1         | Whitby Town              | 0–5    | Vauxhall Motors                             | 286     |
| 2         | Warrington Town          | 1–1    | Radcliffe Borough                           | 234     |
| desempate | Radcliffe Borough        | 3–1    | Warrington Town                             | 169     |
| 3         | Congleton Town           | 0–1    | Frickley Athletic                           | 294     |
| 4         | Lincoln United           | 2–1    | Jarrow Roofing Boldon Community Association | 151     |
| 5         | Kendal Town              | 2–0    | Ossett Town                                 | 183     |
| 6         | Droylsden                | 0–2    | FC Halifax Town                             | 902     |
| 7         | Horden Colliery Welfare  | 1–4    | Burscough                                   | 86      |
| 8         | Blyth Spartans           | 7–1    | Ossett Albion                               | 507     |
| 9         | North Ferriby United     | 0–1    | FC United of Manchester                     | 838     |
| 10        | Hyde United              | 2–2    | Salford City                                | 276     |
| desempate | Salford City             | 1–0    | Hyde United                                 | 391     |
| 11        | Chorley                  | 2–1    | Ashton United                               | 294     |
| 12        | Southport                | 3–1    | Spennymoor Town                             | 554     |
| 13        | Bradford Park Avenue     | 4–0    | Harrogate Town                              | 375     |
| 14        | Northwich Victoria       | 8–0    | Bardon Hill Sports                          | 502     |
| 15        | Fleetwood Town           | 3–1    | Farsley Celtic                              | 730     |
| 16        | Workington               | 4–1    | Cammell Laird                               | 302     |
| 17        | Stocksbridge Park Steels | 2–7    | Stalybridge Celtic                          | 352     |
| 18        | Guiseley                 | 2–0    | Bamber Bridge                               | 298     |
| 19        | Buxton                   | 5–0    | AFC Fylde                                   | 292     |
| 20        | Coventry Sphinx          | 2–2    | Stafford Rangers                            | 312     |
| desempate | Stafford Rangers         | 2–3    | Coventry Sphinx                             | 465     |
| 21        | Matlock Town             | 2–2    | Bury Town                                   | 341     |
| desempate | Bury Town                | 2–0    | Matlock Town                                | 518     |
| 22        | Nuneaton Town            | 1–1    | Carlton Town                                | 905     |
| desempate | Carlton Town             | 0–3    | Nuneaton Town                               | 254     |
| 23        | Bedford Town             | 2–1    | Romulus                                     | 283     |
| 24        | Evesham United           | 0–1    | Stourbridge                                 | 262     |
| 25        | Alfreton Town            | 6–0    | AFC Wulfrunians                             | 353     |
| 26        | Bedworth United          | 2–1    | Rainworth Miners Welfare                    | 210     |
| 27        | AFC Telford United       | 4–1    | Pegasus Juniors                             | 1,136   |
| 28        | Sutton Coldfield Town    | 3–1    | Needham Market                              | 161     |
| 29        | Hinckley United          | 2–1    | Kirkley & Pakefield                         | 322     |
| 30        | Lowestoft Town           | 1–0    | Boston United                               | 1,134   |
| 31        | Redditch United          | 1–1    | Stratford Town                              | 361     |
| desempate | Stratford Town           | 0–2    | Redditch United                             | 481     |
| 32        | Market Drayton Town      | 1–2    | Gainsborough Trinity                        | 205     |
| 33        | Ilkeston Town            | 4–1    | Mildenhall Town                             | 320     |
| 34        | Eastwood Town            | 2–1    | Corby Town                                  | 484     |
| 35        | Worcester City           | 3–0    | Bourne Town                                 | 555     |
| 36        | Mickleover Sports        | 3–4    | Solihull Moors                              | 240     |
| 37        | Rugby Town               | 1–3    | Hucknall Town                               | 224     |
| 38        | Cambridge City           | 4–1    | Northampton Spencer                         | 243     |
| 39        | Enfield 1893             | 0–5    | Chelmsford City                             | 306     |
| 40        | Walton Casuals           | 1–0    | Selsey                                      | 127     |

| Jogo nº   | Time da casa               | Placar | Time visitante             | Público |
| --------- | -------------------------- | ------ | -------------------------- | ------- |
| 41        | Canvey Island              | 0–2    | Tooting & Mitcham United   | 376     |
| 42        | Heybridge Swifts           | 1–0    | St Albans City             | 201     |
| 43        | Burnham                    | 1–1    | Aveley                     | 109     |
| desempate | Aveley                     | 3–1    | Burnham                    | 116     |
| 44        | Chesham United             | 4–2    | Billericay Town            | 422     |
| 45        | Sutton United              | 3–0    | Uxbridge                   | 365     |
| 46        | Lewes                      | 1–1    | Leatherhead                | 480     |
| desempate | Leatherhead                | 0–1    | Lewes                      | 306     |
| 47        | Bishop's Stortford         | 2–3    | Thurrock                   | 425     |
| 48        | Hythe Town                 | 2–2    | Woking                     | 557     |
| desempate | Woking                     | 5–1    | Hythe Town                 | 761     |
| 49        | Tonbridge Angels           | 4–0    | Horsham YMCA               | 366     |
| 50        | Dover Athletic             | 8–0    | East Preston               | 757     |
| 51        | Boreham Wood               | 2–4    | Wealdstone                 | 249     |
| 52        | Windsor & Eton             | 0–1    | Farnborough                | 478     |
| 53        | Hendon                     | 2–1    | Kingstonian                | 226     |
| 54        | Potters Bar Town           | 3–0    | Whitstable Town            | 118     |
| 55        | Bromley                    | 2–0    | Flackwell Heath            | 442     |
| 56        | Braintree Town             | 0–0    | Hampton & Richmond Borough | 327     |
| desempate | Hampton & Richmond Borough | 4–1    | Braintree Town             | 261     |
| 57        | Harefield United           | 0–2    | Maidstone United           | 323     |
| 58        | Wingate & Finchley         | 2–2    | Aylesbury                  | 119     |
| desempate | Aylesbury                  | 2–1    | Wingate & Finchley         | 87      |
| 59        | Sittingbourne              | 2–3    | Staines Town               | 196     |
| 60        | Worthing                   | 1–2    | Dartford                   | 611     |
| 61        | Welling United             | 2–0    | East Thurrock United       | 404     |
| 62        | Walton & Hersham           | 3–2    | Enfield Town               | 228     |
| 63        | Ashford Town (Middlesex)   | 10–0   | Badshot Lea                | 102     |
| 64        | Slough Town                | 2–0    | Concord Rangers            | 279     |
| 65        | Bishop's Cleeve            | 3–0    | Weymouth                   | 249     |
| 66        | Dorchester Town            | 4–0    | Hungerford Town            | 307     |
| 67        | Bashley                    | 1–2    | Gloucester City            | 287     |
| 68        | Gillingham Town            | 3–3    | Mangotsfield United        | 505     |
| desempate | Mangotsfield United        | 3–0    | Gillingham Town            | 263     |
| 69        | Abingdon United            | 0–0    | Cirencester Town           | 134     |
| desempate | Cirencester Town           | 3–1    | Abingdon United            | 106     |
| 70        | Willand Rovers             | 0–5    | Bath City                  | 422     |
| 71        | Almondsbury Town           | 1–4    | AFC Totton                 | 100     |
| 72        | Weston-super-Mare          | 0–1    | Havant & Waterlooville     | 298     |
| 73        | Brackley Town              | 0–1    | Basingstoke Town           | 326     |
| 74        | Clevedon Town              | 1–3    | Newport County             | 623     |
| 75        | Chippenham Town            | 4–1    | Merthyr Tydfil             | 533     |
| 76        | Witney United              | 1–6    | Eastleigh                  | 245     |
| 77        | VT                         | 0–1    | Oxford City                | 234     |
| 78        | Bridgwater Town            | 1–0    | Hallen                     | 380     |
| 79        | Maidenhead United          | 2–5    | Truro City                 | 313     |
| 80        | Didcot Town                | 0–2    | Paulton Rovers             | 225     |

## Terceira Fase Classificatória
O sorteio para a Terceira Fase Classificatória foi anunciada no site da The Football Association no dia 28 de setembro de 2009. Partidas nessa fase ocorreram no final de semana de 10 de outubro de 2009.
| Jogo nº                                         | Time da casa            | Placar | Time visitante          | Público |
| ----------------------------------------------- | ----------------------- | ------ | ----------------------- | ------- |
| 1                                               | Salford City            | 2–2    | Blyth Spartans          | 271     |
| desempate                                       | Blyth Spartans          | 2–1    | Salford City            | 534     |
| 2                                               | Fleetwood Town          | 3–2    | Vauxhall Motors         | 951     |
| 3                                               | Northwich Victoria      | 4–1    | Chorley                 | 617     |
| 4                                               | Buxton                  | 2–2    | Bradford Park Avenue    | 533     |
| desempate                                       | Bradford Park Avenue    | 0–1    | Buxton                  | 375     |
| 5                                               | Guiseley                | 1–1    | Kendal Town             | 405     |
| desempate                                       | Kendal Town             | 1–0    | Guiseley                | 333     |
| 6                                               | Workington              | 3–0    | Radcliffe Borough       | 318     |
| 7                                               | Alfreton Town           | 2–2    | Southport               | 613     |
| desempate                                       | Southport               | 2–1    | Alfreton Town           | 553     |
| 8                                               | FC Halifax Town         | 1–0    | Burscough               | 1,459   |
| 9                                               | FC United of Manchester | 3–3    | Stalybridge Celtic      | 2,819   |
| desempate                                       | Stalybridge Celtic      | 0–1    | FC United of Manchester | 1,923   |
| 10                                              | Lincoln United          | 1–1    | Frickley Athletic       | 273     |
| desempate                                       | Frickley Athletic       | 1–1 †  | Lincoln United          | 274     |
| Lincoln United F.C. avança por 3–1 nos pênaltis |                         |        |                         |         |
| 11                                              | Cambridge City          | 0–5    | Hinckley United         | 466     |
| 12                                              | Solihull Moors          | 0–2    | Redditch United         | 492     |
| 13                                              | Stourbridge             | 0–0    | Hucknall Town           | 384     |
| desempate                                       | Hucknall Town           | 1–6    | Stourbridge             | 324     |
| 14                                              | Ilkeston Town           | 1–1    | Eastwood Town           | 1,128   |
| desempate                                       | Eastwood Town           | 1–3    | Ilkeston Town           | 1,205   |
| 15                                              | Bury Town               | 1–1    | Bedford Town            | 1,003   |
| desempate                                       | Bedford Town            | 3–4    | Bury Town               | 481     |
| 16                                              | Coventry Sphinx         | 0–1    | Bedworth United         | 871     |
| 17                                              | Lowestoft Town          | 0–0    | Sutton Coldfield Town   | 1,210   |
| desempate                                       | Sutton Coldfield Town   | 1–2    | Lowestoft Town          | 201     |
| 18                                              | AFC Telford United      | 0–0    | Worcester City          | 1,459   |
| desempate                                       | Worcester City          | 0–1    | AFC Telford United      | 1,062   |

| Jogo nº                                              | Time da casa               | Placar | Time visitante             | Público |
| ---------------------------------------------------- | -------------------------- | ------ | -------------------------- | ------- |
| 19                                                   | Nuneaton Town              | 1–0    | Gainsborough Trinity       | 930     |
| 20                                                   | Hampton & Richmond Borough | 1–1    | Aveley                     | 485     |
| desempate                                            | Aveley                     | 1–2    | Hampton & Richmond Borough | 205     |
| 21                                                   | Dartford                   | 1–4    | Chelmsford City            | 1,830   |
| 22                                                   | Wealdstone                 | 3–0    | Lewes                      | 530     |
| 23                                                   | Thurrock                   | 4–2    | Potters Bar Town           | 155     |
| 24                                                   | Hendon                     | 0–0    | Ashford Town (Middlesex)   | 236     |
| desempate                                            | Ashford Town (Middlesex)   | 2–2 †  | Hendon                     | 226     |
| Hendon F.C. avança por 9–8 nos pênaltis              |                            |        |                            |         |
| 25                                                   | Tonbridge Angels           | 0–2    | Bromley                    | 944     |
| 26                                                   | Dover Athletic             | 2–0    | Welling United             | 1,042   |
| 27                                                   | Tooting & Mitcham United   | 3–2    | Slough Town                | 551     |
| 28                                                   | Sutton United              | 1–0    | Walton & Hersham           | 530     |
| 29                                                   | Aylesbury                  | 4–3    | Chesham United             | 448     |
| 30                                                   | Walton Casuals             | 0–3    | Staines Town               | 238     |
| 31                                                   | Woking                     | 2–0    | Maidstone United           | 1,434   |
| 32                                                   | Heybridge Swifts           | 0–0    | Farnborough                | 295     |
| desempate                                            | Farnborough                | 3–0 †  | Heybridge Swifts           | 567     |
| 33                                                   | Paulton Rovers             | 1–0    | Newport County             | 703     |
| 34                                                   | Dorchester Town            | 1–2    | Gloucester City            | 498     |
| 35                                                   | Oxford City                | 2–0    | Cirencester Town           | 311     |
| 36                                                   | Eastleigh                  | 2–0    | Basingstoke Town           | 681     |
| 37                                                   | Bishop's Cleeve            | 1–4    | Bath City                  | 398     |
| 38                                                   | Truro City                 | 1–1    | Mangotsfield United        | 574     |
| desempate                                            | Mangotsfield United        | 1–1 †  | Truro City                 | 529     |
| Mangotsfield United F.C. avança por 4–3 nos pênaltis |                            |        |                            |         |
| 39                                                   | AFC Totton                 | 3–2    | Bridgwater Town            | 419     |
| 40                                                   | Havant & Waterlooville     | 1–2    | Chippenham Town            | 620     |

## Quarta Fase Classificatória
Os times da Conference National entraram nessa fase, junto com os vencedores da terceira fase classificatória. O sorteio ocorreu no dia 12 de outubro, e os jogos ocorreram na semana que começava no dia 24 de outubro de 2009.
| Jogo nº   | Time da casa           | Placar | Time visitante          | Público |
| --------- | ---------------------- | ------ | ----------------------- | ------- |
| 1         | Hinckley United        | 2–1    | Histon                  | 658     |
| 2         | Nuneaton Town          | 1–0    | Kendal Town             | 1,103   |
| 3         | FC Halifax Town        | 0–1    | Wrexham                 | 2,843   |
| 4         | Gateshead              | 3–0    | Southport               | 402     |
| 5         | Workington             | 0–3    | Rushden & Diamonds      | 724     |
| 6         | Mansfield Town         | 3–0    | Altrincham              | 2,410   |
| 7         | Buxton                 | 0–4    | Stourbridge             | 793     |
| 8         | Blyth Spartans         | 0–0    | AFC Telford United      | 642     |
| desempate | AFC Telford United     | 4–0    | Blyth Spartans          | 1,398   |
| 9         | Ilkeston Town          | 2–0    | Tamworth                | 699     |
| 10        | Lincoln United         | 1–3    | Cambridge United        | 837     |
| 11        | Kettering Town         | 1–1    | Redditch United         | 1,400   |
| desempate | Redditch United        | 0–1    | Kettering Town          | 1,101   |
| 12        | Northwich Victoria     | 3–0    | FC United of Manchester | 2,615   |
| 13        | Barrow                 | 1–1    | Chester City            | 1,579   |
| desempate | Chester City           | 0–4    | Barrow                  | 1,287   |
| 14        | Kidderminster Harriers | 0–0    | Fleetwood Town          | 1,257   |
| desempate | Fleetwood Town         | 3–1    | Kidderminster Harriers  | 1,698   |
| 15        | York City              | 2–0    | Bedworth United         | 1,869   |
| 16        | Hendon                 | 0–5    | Woking                  | 528     |

| Jogo nº   | Time da casa               | Placar | Time visitante           | Público |
| --------- | -------------------------- | ------ | ------------------------ | ------- |
| 17        | Gloucester City            | 1–1    | Lowestoft Town           | 539     |
| desempate | Lowestoft Town             | 4–2    | Gloucester City          | 2,247   |
| 18        | Farnborough                | 0–0    | Salisbury City           | 1,247   |
| desempate | Salisbury City             | 4–2    | Farnborough              | 1,200   |
| 19        | Mangotsfield United        | 1–2    | Forest Green Rovers      | 946     |
| 20        | Crawley Town               | 1–1    | AFC Wimbledon            | 2,204   |
| desempate | AFC Wimbledon              | 3–1    | Crawley Town             | 2,467   |
| 21        | Oxford City                | 2–1    | Bury Town                | 580     |
| 22        | Bromley                    | 3–0    | Ebbsfleet United         | 1,133   |
| 23        | Chelmsford City            | 1–2    | Stevenage Borough        | 1,762   |
| 24        | Aylesbury                  | 2–4    | Wealdstone               | 682     |
| 25        | Dover Athletic             | 3–5    | Eastleigh                | 1,161   |
| 26        | Hayes & Yeading United     | 0–1    | Staines Town             | 602     |
| 27        | Luton Town                 | 3–0    | Grays Athletic           | 2,721   |
| 28        | Oxford United              | 2–0    | Thurrock                 | 3,296   |
| 29        | Bath City                  | 3–2    | AFC Totton               | 740     |
| 30        | Paulton Rovers             | 3–0    | Chippenham Town          | 931     |
| 31        | Tooting & Mitcham United   | 3–3    | Eastbourne Borough       | 687     |
| desempate | Eastbourne Borough         | 3–4    | Tooting & Mitcham United | 906     |
| 32        | Hampton & Richmond Borough | 1–3    | Sutton United            | 669     |